# Del otro lado
Del otro lado fue una publicación de temática homosexual que existió entre 1992 y 1995 en México.

## Historia
La revista, de tirada bimensual, inició su distribución a inicios de 1992. Estuvo dirigida por el activista por los derechos de las personas homosexuales y fundador del Frente Homosexual de Acción Revolucionaria (FHAR) Juan Jacobo Hernández. Estuvo dirigida particularmente a homosexuales varones, y tuvo una especial dedicación por combatir la serofobia y dar voz a las personas con VIH/sida.
Los temas que trataban quienes publicaban en Del otro lado iban desde reflexiones políticas, salud sexual, y también se realizaron importantes registros culturales y experiencias no solo de México, sino también de otros países de América Latina. Su consejo editorial fue descentralizado, y contó con colaboraciones de Ciudad de México, Uruapan (Michoacán), Guadalajara (Jalisco), Tijuana (Baja California), Veracruz y Oaxaca. Además existieron participaciones de activistas de Argentina, Canadá, Colombia, Chile, Guatemala, España, Estados Unidos, Nicaragua, Países Bajos, Perú y Venezuela.
Tras veinte ediciones, la revista dejó de publicarse en enero de 1995.
En 2021 el Colectivo Sol publicó Voces del otro lado. Antología de entrevistas con protagonistas de la diversidad sexual, una antología con las entrevistas que se publicaron en las distintas ediciones.